# Magdalena de Baviera
Magdalena de Baviera (en alemany Magdalene von Bayern) va néixer a Múnic (Alemanya) el 4 de juliol de 1587 i va morir a Neuburg an der Donau el 25 de setembre de 1628. Era filla del duc Guillem V (1548-1626) i de Renata de Lorena (1544-1602).

## Matrimoni i fills
L'11 de novembre de 1613 se va casar amb Wolfgang Guillem I del Palatinat-Neuburg (1578-1653), fill del comte palatí i duc de Neuburg Felip Lluís (1547-1614) i d'Anna de Jülich-Cleves-Berg (1552-1632). D'aquest matrimoni en nasqué:
- Felip Guillem (1615-1690), el seu successor, casat primer amb Anna Caterina Constança Vasa, i després amb Elisabet Amàlia de Hessen-Darmstadt.